# Петровское сельское поселение (Томская область)
Петро́вское се́льское поселе́ние — муниципальное образование в Кривошеинском районе Томской области Российской Федерации.
Административный центр — село Петровка.

## История
Статус и границы сельского поселения установлены Законом Томской области от 10 сентября 2004 года № 203-ОЗ О наделении статусом муниципального района, сельского поселения и установлении границ муниципальных образований на территории Кривошеинского района.

## Население
| 2002 | 2010 | 2012 | 2013 | 2014 | 2015 | 2016 |
| ---- | ---- | ---- | ---- | ---- | ---- | ---- |
| 938  | ↘628 | ↘602 | ↘592 | ↗593 | ↘584 | ↘573 |
| 2017 | 2018 | 2019 | 2020 | 2021 |      |      |
| ↗574 | ↘558 | ↘543 | ↘531 | ↗605 |      |      |

## Состав сельского поселения
| № | Населённый пункт | Тип населённого пункта       | Население |
| - | ---------------- | ---------------------------- | --------- |
| 1 | Бараново         | деревня                      | ↘2        |
| 2 | Егорово          | деревня                      | ↘64       |
| 3 | Елизарьево       | деревня                      | ↗210      |
| 4 | Петровка         | село, административный центр | ↗329      |

Упразднённые в 2004 г. населённые пункты:
- Былино
- Казырбак